# Josef Mach
Josef Mach (25. února 1909 Prostějov – 7. července 1987 Praha) byl český filmový herec, scenárista a režisér.
Mezi jeho vůbec nejznámější díla patří filmy Hrátky s čertem, Florenc 13,30 nebo Tři chlapi v chalupě. Dva dobrodružné filmy také natočil v bývalé NDR ve studiu DEFA.

## Filmografie (výběr)

### Režie
- 1946 V horách duní
- 1947 Nikdo nic neví
- 1948 Na dobré stopě
- 1949 Vzbouření na vsi
- 1949 Rodinné trampoty oficiála Tříšky
- 1950 Racek má zpoždění
- 1951 Akce B
- 1953 Rodná zem
- 1956 Hrátky s čertem
- 1957 Florenc 13,30
- 1958 Hořká láska
- 1960 Valčík pro milión
- 1962 Prosím, nebudit!
- 1963 Tři chlapi v chalupě (seriál)
- 1966 Die Söhne der großen Bärin – točeno pro studio DEFA v NDR (česky: Synové Velké medvědice) – dobrodružný film s indiánskou tematikou s Gojko Mitićem a Jiřím Vršťalou v hlavní roli
- 1966 Der schwarze Panther – točeno pro studio DEFA v NDR (česky: Černý panther)
- 1968 Objížďka
- 1970 Na kolejích čeká vrah
- 1971 Člověk není sám
- 1973 Tři nevinní
- 1973 Duhový luk (seriál)
- 1975 Paleta lásky
- 1977 Tichý Američan v Praze